# 금산 용화리 고인돌
금산용화리고인돌(錦山龍化里고인돌)은 대한민국 충청남도 금산군 제원면 용화리에 있는 고인돌이다. 1995년 3월 6일 충청남도의 문화재자료 제336호로 지정되었다.

## 개요
3기의 고인돌은 구릉에 일렬로 배치되어 있는데 교란이 심하여 모두 덮개돌만 남아 있다. 특히 밭과 인접해 있는 2호 고인돌은 경작으로 인해 유구가 훼손된 것으로 보이며 상석(床石)마저 쪼개져 있다. 고인돌의 형식 역시 심하게 훼손되어 단정하기는 어렵지만 고임돌의 흔적이 발견되지 않는 것으로 보아 개석식이었을 것으로 추정된다. 덮개돌은 타원형 또는 정사각형이며 크기도 150∼280㎝ 안팎의 비교적 작은 편이다.
고인돌 부근에서 20여 점의 돌칼과 돌화살촉이 출토되었다고 한다. 현재 고인돌 주변은 밭으로 개간되거나 민묘(民墓)가 자리잡고 있다.

## 참고 문헌
- 금산용화리고인돌 - 국가유산청 국가유산포털